# Waldsee (Böhringen)
Der Waldsee ist ein etwas über halbhektargroßer Stausee im Gemeindegebiet von Dietingen im baden-württembergischen Landkreis Rottweil.

## Lage und Beschreibung
Der Waldsee liegt naturräumlich gesehen im Unterraum Keuperrandhügel des Kleinen Heubergs des Mittleren Teils des Südwestlichen Albvorlandes, dicht an der Grenze zum Unterraum Oberndorfer Gäuplatten im Westen, einer der zu den Oberen Gäuen rechnenden Gäuplatten am oberen Neckar. Er überstaut das Auenlehmband um die durchfließenden Bach, das von ihn auf dem Gipskeuper (Grabfeld-Formation) abgelagert wurde. Die östliche Talflanke steigt über die höheren Schichten des Mittelkeupers bis zum Arietenkalk des Unterjuras an.
Der See ist etwa 1,2 km von der im Südosten liegenden Dorfmitte von Rotenzimmern entfernt und etwa 1,4 km von der des Dorfes Böhringen, auf dessen Gemarkung er liegt; beide Orte gehören zur Gemeinde Dietingen.
Der Spiegel des im unteren Waldtal des Augrabens angestauten Sees erreicht knapp 575 m ü. NHN Höhe, er hat eine Fläche von etwa 0,6 ha, ist von Nordnordwest nach Südsüdost etwa 225 Meter lang und quert dazu bis zu 40 Meter breit. Der durchfließende Aubach hat bis zum Damm ein Einzugsgebiet von etwa 0,9 km² angesammelt, auf dem größtenteils Wald steht, er mündet weiter abwärts von rechts zwischen den beiden genannten Dörfern in die Schlichem. Die Waldgewanne Vordere Bettenhalde links und Augrabne rechts reichen bis an die Ufer herab. Am unteren Ende des Sees gibt es einen Besucherparkplatz.
Das lokale Messtischblatt von 1911 zeigt an der Stelle noch keinen See.

### LUBW
Amtliche Online-Gewässerkarte mit passendem Ausschnitt und den hier benutzten Layern: Hollersee und Umgebung

Allgemeiner Einstieg ohne Voreinstellungen und Layer: Daten- und Kartendienst der Landesanstalt für Umwelt Baden-Württemberg (LUBW) (Hinweise)
1. ↑  Höhe nach dem Höhenlinienbild auf dem Hintergrundlayer Topographische Karte.
2. ↑  Seefläche nach dem Layer Stehende Gewässer.
3. 1 2  Dimensionen abgemessen auf dem Hintergrundlayer Topographische Karte.
4. ↑  Einzugsgebiet abgemessen auf dem Hintergrundlayer Topographische Karte.

### Andere Belege
1. ↑  Friedrich Huttenlocher: Geographische Landesaufnahme: Die naturräumlichen Einheiten auf Blatt 178 Sigmaringen. Bundesanstalt für Landeskunde, Bad Godesberg 1959. → Online-Karte (PDF; 4,3 MB)
2. ↑  Geologie nach den Layern zu Geologische Karte 1:50.000 auf: Mapserver des Landesamtes für Geologie, Rohstoffe und Bergbau (LGRB) (Hinweise)
3. ↑  Meßtischblatt 7718 Geislingen am Riedbach von 1911 in der Deutschen Fotothek